# Éric Junior Dina Ebimbe
Éric Junior Dina Ebimbe (Stains, 21 november 2000) is een Frans voetballer die doorgaans als centrale middenvelder speelt. Hij verruilde Paris Saint-Germain in juli 2023 voor Eintracht Frankfurt, dat hem het voorgaande seizoen al huurde.

## Clubcarrière
Dina Ebimbe speelde in de jeugd van AAS Sarcelles tot hij in 2012 werd opgenomen in de jeugdopleiding van Paris Saint-Germain. Hiervoor tekende hij op 2 juli 2018 zijn eerste profcontract. Hij sloot dat seizoen aan bij het tweede elftal, in de Championnat National 2. Paris Saint-Germain verhuurde Dina Ebimbe in juli 2019 vervolgens aan Le Havre. Hiervoor speelde hij dat seizoen 25 wedstrijden in de Ligue 2. Meteen daarna kwam hij een jaar op huurbasis uit voor Dijon, waarmee hij tevergeefs tegen degradatie vocht in de Ligue 1. Coach Mauricio Pochettino gaf hem in 2021/22 uiteindelijk de kans in de hoofdmacht van Paris Saint-Germain.
Dina Ebimbe slaagde er niet in om Paris Saint-Germain te overtuigen. Daarom werd hij in augustus 2022 voor de derde keer verhuurd, nu aan Eintracht Frankfurt. Dat nam hem na afloop van het seizoen definitief over en gaf hem een contract tot medio 2027.

## Interlandcarrière
Dina Ebimbe maakte deel uit van Frankrijk –20 en Frankrijk –21. Met geen van beide speelde hij op een eindtoernooi.

## Erelijst
| Kampioen Ligue 1 | 1x | 2021/22 |